# سینیو کامنه
سینیو کامنه (به بلغاری: Sinyo Kamene) یک منطقهٔ مسکونی در بلغارستان است که در استان بورگاس واقع شده‌است.